# Домналл, 8-й граф Мар
Домналл (Дональд) II (ок. 1293 — 11 августа 1332) — шотландский аристократ, 8-й граф Мар (1305—1332), регент Шотландии (2-11 августа 1332). Единственный сын Гартната, графа Мара (умер в 1305), и Кристины Брюс (около 1273—1356/1357). Племянник короля Шотландии Роберта I Брюса. Погиб в битве при Дапплин-Муре во время Второй войны за независимость Шотландии.

## Биография
В 1305 году после смерти своего отца Гартната Домналл унаследовал титул графа (мормэра) Мара. Вероятно, что в 1306 году Домналл был захвачен в плен англичанами вместе с шотландской королевской семьей. Юный граф был отправлен в Бристоль, он воспитывался при английском королевском дворе, сблизившись с принцем Уэльским Эдуардом Карнарвонским.
В 1314 году после поражения англичан от шотландцев в битве при Бэннокбёрне граф Домналл, как и многие шотландские пленники, был освобожден. Прибыв в Ньюкасл, он решил не возвращаться в Шотландию и остаться в Англии, получая содержание от короля Эдуарда II. В 1322 году Домналл участвовал на стороне короля Англии Эдуарда II в битве при Боробридже против восставших английских баронов. В том же 1322 году Домналл участвовал в неудачной английской экспедиции в Шотландию. В 1326 году в награду за лояльность король Эдуард II пожаловал Домналлу должность коннетабля замка Бристоль. Домналл оставался в Англии до ноября 1326 года, когда король Эдуард II свергнут с престола своей женой Изабеллой.
На родине король Роберт I Брюс благосклонно принял своего племянника Домналла и возвратил ему графство Мар. В августе 1327 года граф Мара участвовал во вторжении шотландской армии в Северную Англию.
В июле 1332 года скончался регент Шотландии Томас Рэндольф, 1-й граф Морей. 2 августа того же года Домналл, граф Мара, был избран на заседании шотландского парламента в Перте новым регентом королевства.
В августе 1332 года в Шотландию с небольшим войском вторгся Эдуард Баллиоль, пользовавшийся поддержкой короля Англии Эдуарда III. Роберт Брюс, лорд Лиддсдейл, внебрачный сын короля Роберта I Брюса, открыто обвинил графа Мара в измене. Граф Домналл, чтобы доказать свой патриотизм, объявил, что он будет первым, кто сразится с англичанами. 11 августа 1332 года в битве при Дапплин-Муре королевское войско под командованием графа Мара потерпело поражение от Эдуарда Баллиоля. В сражении погибли сам новый регент Домналл, граф Мара, его обвинитель Роберт Брюс, лорд Лиддсдейл, и ряд шотландских дворян.

## Семья
Домналл, граф Мара, был женат на Изабелле Стюарт (ум. 1347/1348), дочери сэра Александра Стюарта из Бонкиля и Джоан Фитц-Джеймс. У супругов было двое детей:
- Томас (ок. 1330—1374/1377), 9-й граф Мар с 1332;
- Маргарет (ум. ок. 1391), 10-я графиня Мар с 1374.